# Пандо Макриев
Пандо Макриев (на гръцки: Παντελή Μακρή) е български революционер, ръководител на Македонобългарския комитет в Костурско.

## Биография
Пандо Макриев е роден в костурското село Четирок. Баща му е войвода от ВМОРО по време на борбите в Османската империя.
При основаването на Македонобългарския комитет в Костурско на 5 март 1943 година е избран за негов председател. Главен политически и военен ръководител („главен войвода“) на комитета през 1943-1944 година. На 29 април 1943 година чети на Охрана под водачеството на Пандо Макриев и с придружаващи ги италиански части подпалват къщи в Радигоже и Нестрам и убиват местни гърци.
През юни 1944 година българските сили са реорганизирани в самостоятелна дружина (т.нар. „Охрана“) и главен военен ръководител в Костурско става Иван Мотикаров. През септември 1944 година след разформироването на българската милиция Пандо Макриев преминава във Вардарска Македония. Убит е от новите югославски власти в Битоля.
Десетари в четата на Охрана от Четирок са Арги Апулчов, Вангел Апулчов, Михаил Новачев, Васил Делев, Коста Качаунов, Никола Папрашаров, Наум Шопов, Лазо Жабов, Сотир Мавров, Коста Попатанасов